# Medetera flavirostris
Medetera flavirostris är en tvåvingeart som beskrevs av Negrobov 1966. Medetera flavirostris ingår i släktet Medetera och familjen styltflugor. Inga underarter finns listade i Catalogue of Life.